# Ritam zločina (1981.)
Ritam zločina, hrvatski dugometražni film iz 1981. godine. Nastao je prema kriminalističkoj priči "Dobri duh Zagreba."